# 马赛主宫医院
43°17′54″N 5°22′11″E / 43.298408°N 5.369742°E

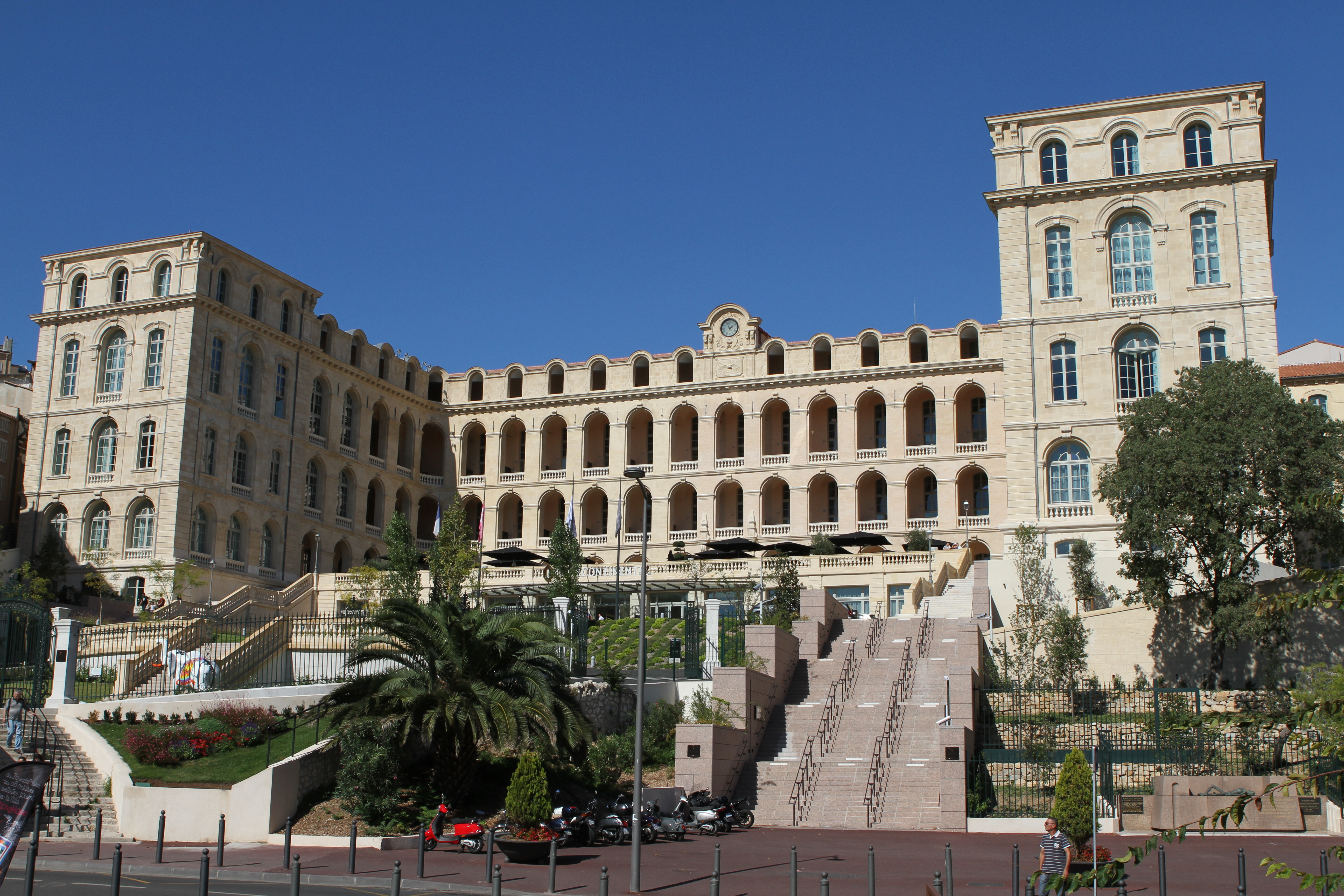

马赛主宫（Hôtel-Dieu de Marseille）是法国马赛老港附近的一座历史建筑。1963年列为法国历史古迹。
它成立于1593年，与其他主宫医院不同，照顾病人的工作人员为世俗人员。马赛主宫建筑建于1753年，是18世纪法国医院建筑的主要成就。1866年扩建。 
二十世纪后期，该医院设有护理，麻醉师，手术室，儿科护士，幼儿护理，影像技师医疗/保健设置...，直到2006年11月。 
2013年（马赛：欧洲文化之都），马赛主宫将改造成一家五星级豪华酒店。